# Pie' di Marmo

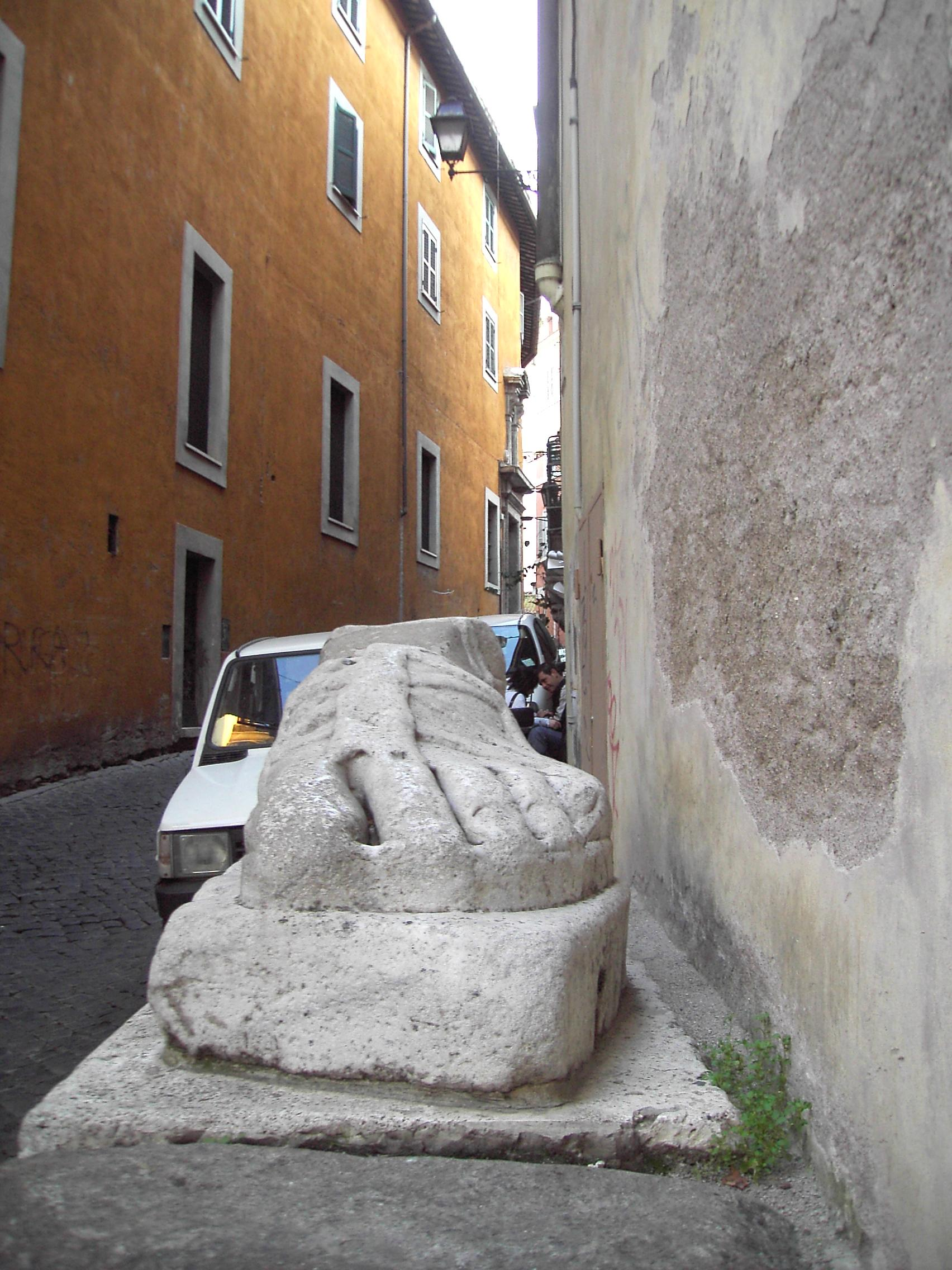
Pie' di Marmo.

Pie' di Marmo ou Pé de Mármore é uma enorme escultura de um pé em mármore localizado na Via di Santo Stefano del Cacco, perto da esquina com a Via del Pie di Marmo, no rione Pigna de Roma. 

## História
Esta escultura, que corresponde a um pé esquerdo calçado com uma sandália de uma estátua colossal de uma divindade feminina, é proveniente do antigo Templo de Ísis e Serápis (em italiano:  Iseo Campense), que ficava nas imediações. Durante a Idade Média, o fragmento ficava no cruzamento da Via del Pie di Marmo com a Piazza del Collegio Romano e só foi levada para a posição atual em 1878, por ocasião do funeral do rei da Itália Vittorio Emanuele II. Na mesma via ficava o arco com três arcadas conhecido como "di Camillo" ou "di Camigliano", que dava acesso ao antigo templo e demolido entre 1585 e 1597. Um outro testemunho da presença do templo dedicado à deusa egípcia Ísis é o nom "Cacco" dado à via e à igreja de Santo Stefano del Cacco na Idade Média, uma referência à presença na região de uma estátua, de procedência egípcia, de um babuíno conhecido pelos romanos como "Il Cacco" ("o macaco") do deus egípcio Thot, levado em 1592 para o Campidoglio e, desde 1838, parte da coleção egípcia dos Museus Vaticanos.